# Matongo (Mkalama)
Matongo ist ein ländlicher Verwaltungsbezirk (englisch Ward) des Distrikts Mkalama in der tansanischen Region Singida.

## Geografie
Matongo ist ein Bezirk im nördlichen Zentralteil von Tansania etwa 80 Kilometer Luftlinie nördlich der Regionshauptstadt Singida. Bei der Volkszählung 2022 lebten 7831 Menschen in 1515 Haushalten auf einer Fläche von 135 Quadratkilometern.
Der Bezirk grenzt an drei Bezirke des Distrikts Mkalama:
|       |                                             | Mwangeza |
| Ibaga | Kompassrose, die auf Nachbargemeinden zeigt |          |
|       | Nkinto                                      |          |

## Gliederung
Der Bezirk besteht aus vier Gemeinden (swahili Mtaa) mit 18 Orten (Kitongoji):
| Matongo - Matongo A - Matongo B - Kirumi - Hindamili - Mpondelo | Isene - Isene - Kinyamapupu - Igwilambao - Idebe - Kinyamkunde | Manung'una - Munung’una - Mwamakiki - Mabiha - Mwamidu | Mazangili - Mazangili - Tandusi - Munguli - Mkenka |

## Infrastruktur
- Bildung: Die Isanzu Secondary School ist eine staatliche weiterführende Schule, die Tages- und Internatsschüler bis zur 4. Stufe ausbildet.[7]
- Gesundheit: Im Bezirk liegt eine von der evangelischen Kirche geführte Apotheke.[8]